# Ron Howard
Ronald William Howard (Duncan, Oklahoma, 1. ožujka 1954.), američki glumac, redatelj i producent, dvostruki dobitnik Oscara.

## Rani život
Howard je rođen u Duncanu u Oklahomi, u obitelji glumaca Rancea Howarda i Jean F. Speegle Howard. Ima nizozemsko,  englesko,  irsko,  njemačko i  indijansko podrijetlo (Cherokeeji). Njegov mlađi brat, Clint Howard, poznati je karakterni glumac. Howard je pohađao filmsku školu sveučilišta u Los Angelesu, ali nije diplomirao.

## Karijera
Howard je postao poznat po ulozi Winthropa Parooa, djeteta s problemom mucanja u filmskoj verziji Glazbenika, zajedno s Robertom Prestonom i Shirley Jones. Nakon tog filma, nastupio ju u ulozi Opieja Taylora u televizijskoj seriji The Andy Griffith Show. Glumio je sina lokalnog šerifa u izmišljenom gradu Mayberryju u državi Sjeverna Karolina. Na špici je njegovo ime napisano kao "Ronny Howard". Osim toga, nastupio je i u filmu "The Courtship of Eddie's Father", s Glennom Fordom.
Howard je poznat i po ulozi Richieja Cunninghama u televizijskoj seriji Happy Days, koja se počela prikazivati 1974. Filmsku je slavu stekao nastupom u tinejdžerskom filmu Georgea Lucasa, Američki grafiti, u ulozi Stevea Bollandera. 1977., dok je još nastupao u Happy Days, snimio je svoj prvi film, niskobudžetnu akcijsku komediju Grand Theft Auto. Nakon što je nastupio u Happy Days 1980. je režirao nekoliko televizijskih filmova. Prvi veliki filmski hit bio je film Noćna smjena, snimljen s nešto većim budžetom, a u glavnim ulogama pojavili su se glumci koji će tek postati poznati, Michael Keaton i Shelley Long.
Otada je snimio mnoge velike hitove, kao što su Splash, Čahura, Apollo 13 (nominiran za nekoliko Oscara), Genijalni um, za koji je primio Oscara za režiju, i Da Vincijev kod, u kojem je surađivao sa starim suradnikom, Tomom Hanksom. Howard je suvlasnik, zajedno s Brianom Grazerom, Imagine Entertainment, velike filmske i televizijske produkcijske kompanije, koja je producirala poznate projekte kao što su Friday Night Lights, 8 Mile, Inside Deep Troath, i televizijske serije 24 i Felicity. Njegova zadnja uloga bila je repriza njegove uloge Opieja Taylora u televizijskom filmu iz 1986., Return to Mayberry.

## Privatni život
7. lipnja 1975. oženio je svoju djevojku iz srednje škole, Cheryl Alley, književnicu s diplomom iz psihologije. Imaju četvero djece (kćeri Bryce Dallas Howard (1981.), Jocelyn Carlyle (blizanka, rođena 1985.), Paige Carlyle (blizanka, rođena 1985.), i sina Reeda Crossa (1987.). Obje blizanke su glumice.

## Izabrana filmografija
- Grand Theft Auto (1977.)
- Noćna smjena (1982.)
- Splash (1984.)
- Čahura (1985.)
- Gung Ho (1986.)
- Roditelji (1989.)
- Vatrene kacige (1991.)
- Far and Away (1992.)
- Apollo 13 (1995.)
- Otkupnina (1996.)
- Kako je Grinch ukrao Božić (2000.)
- Genijalni um (2001.)
- Nestale (2003.)
- Cinderella Man (2005.)
- Da Vincijev kod (2006.)
- Frost/Nixon (2008.)
- Anđeli i demoni (2009.)

## Vanjske poveznice
- Ron Howard u internetskoj bazi filmova IMDb-u (engl.)
- 2002 Commencement Address (USC School of Cinema-Television)  Arhivirana inačica izvorne stranice od 27. studenoga 2005. (Wayback Machine)
- Ron Howard: Imagining the Wonders of Willow - Article at StarWars.com